# Ollières (Var)
Ollières è un comune francese di 655 abitanti situato nel dipartimento del Var nella regione della Provenza-Alpi-Costa Azzurra.

## Società

### Evoluzione demografica
Abitanti censiti